# Ozodicera trispinifer
Ozodicera trispinifer är en tvåvingeart som beskrevs av Alexander 1940. Ozodicera trispinifer ingår i släktet Ozodicera och familjen storharkrankar.
Artens utbredningsområde är Ecuador. Inga underarter finns listade i Catalogue of Life.